# 经济移民
经济移民是指由于移民所在地区的经济条件不佳或就业机会不足而从一个地区移民到另一个地区以寻求更高生活水平的人。
尽管经济移民可能易与难民两种概念相混淆，但经济移民离开起所在地区的主要原因是恶劣的经济条件，而不是因为种族、宗教、国籍、政治观点或特定社会群体成员身份而遭到迫害。经济移民一般没有资格获得庇护，除非他们面临的经济状况严重到足以引发普遍暴力或严重扰乱公共秩序。

## 合法性
许多国家禁止非本国居民跨过国界线进入其领土工作，除非他们获得可用于在该国工作的签证(Work permit （页面存档备份，存于）)。未经授权入境寻求工作的移民可能会被驱逐出境。

## 优缺点
随着经济移民规模的扩大，大多数移民往往处于工作年龄，经合组织将其定义为 15-64 岁。在这种情况下，移民会给他们留下的国家造成经济压力--随着工作年龄人口来到该地区，社会福利系统的压力增加，挤占本地居民的就业机会等。
但劳动年龄人口的大规模迁移也可以缓解该地区当前就业市场和资源的压力。 移民还将财富转移回其来源地：世界银行估计 2009 年汇款总额为 4,200 亿美元，其中 3,170 亿美元流向发展中国家。
对于接收地区来说，大量工作年龄移民的涌入是廉价劳动力的来源。且经济移民也包括高技能人才，他们寻找的是原地区没有的专业工作。与此同时，移民的流入还可以增加文化多样性。

## 劳动力市场
根据经合组织 2012 年的报告，在过去十年中，移民占美国劳动力增长的 47%，占欧洲劳动力增长的 70%以上。移民填补了劳动力市场的重要空白，极大地促进了劳动力市场的灵活性（尤其是在欧洲）。
在就业人数增长最慢的职业中，移民的占比也很高，在美国约占新进入职业的 28%，在欧洲占 24%。在美国，这些职业主要集中在国内工人认为没有吸引力的生产和其他行业；在对这些职业缺乏人员的情况下，移民工人填补了这些行业的空缺。
在经合组织国家，移民流入占 GDP 的变化少于±0.5%。瑞士和卢森堡是例外，这两个国家的移民带来的 GDP 净收益接近 2%。